# František Novotný (politik lidové strany)
František Novotný (3. listopadu 1909 Ždírec nad Doubravou – 8. května 1978 Ždírec nad Doubravou) byl český a československý politik Československé strany lidové a poválečný poslanec Prozatímního Národního shromáždění.

## Biografie
Po absolvování základní školní docházky v Krucemburku studoval v letech 1926-1928 na odborné zemědělské škole v Hlinsku. Poté pracoval jako rolník v obci Ždírec nad Doubravou, kde hospodařil na své usedlosti, od roku 1952 pak pracoval v místním JZD jako zootechnik. Od mládí se angažoval v katolickém hnutí. Nejdříve v Katolické omladině a později v ČSL. V letech 1938-1945 zastával post starosty rodné obce, v letech 1945-1948 zde byl předsedou MNV. Obec i stranu ve stejné době zastupoval i v ONV v Chotěboři. Po roce 1948 se zcela stáhl z veřejného života.
V letech 1945-1946 byl poslancem Prozatímního Národního shromáždění za lidovce, respektive za Jednotný svaz českých zemědělců. V parlamentu setrval do parlamentních voleb v roce 1946.